# Астальцев, Виктор Владимирович
Астальцев Виктор Владимирович (29 декабря 1927 года — 8 декабря 1994 года) — живописец, заслуженный художник РСФСР (1989). Член Союза художников СССР с 1964 года. Участник Великой Отечественной войны.

## Биография
Астальцев Виктор Владимирович родился 29 декабря 1927 года в с. Месягутово Месягутовского кантона БАССР (ныне Дуванский район РБ). В полугодовалом возрасте остался без отца, бывшего конника Чапаевской дивизии Владимира Александровича Астальцева, в 9 лет — без матери, Лидии Ивановны Астальцевой. Воспитывался в детском доме, потом бабушкой, Екатериной Сергеевной Юрьевой-Левицкой.
В 1943 году Виктор Владимирович добровольцем ушел на фронт. С 1944 года служил на Дальнем востоке, где принимал участие в боях с Японией. Служил по 1951 год, одновременно, с 1948 по 1950 год, учась на заочных курсах рисования и живописи народной академии искусств при Всесоюзном доме народного творчества имени Крупской в Москве.
В 1956 году окончил театрально-декорационное отделение Московского областного художественного педагогического училища изобразительных искусств памяти 1905 года (педагог В. А. Шестаков). Творческую практику прошёл в Большом Театре. В 1964 году с отличием окончил Московский художественный институт им. В. И. Сурикова (педагоги П. П. Соколов-Скаля, А. М. Кузнецов, В. Г. Цыплаков, М. И. Курилко). Дипломная работа — эскизы декораций и костюмов к опере Кабалевского «Никита Вершинин».
В 1956—1958 годах работал художником-декоратором в Центральном детском театре в Москве, в 1958—1964 годах принимал участие в оформлении спектаклей Большого театра.
В Центральном детском театре иногда играл в массовых сценах в спектаклях.
Скончался 8 декабря 1994 года в своей мастерской в Москве.
Основная тема творчества художника Виктора Астальцева — родная природа, памятники древней русской архитектуры.
Работы художника находятся в коллекциях Государственного исторического музея, в Центральном музее Вооруженных сил, Театрального музея им. А. А. Бахрушина, Государственном историко-архитектурного музее-заповеднике «Коломенское» в Москве, музее истории и реконструкции Москвы, Художественном фонде России, музее-заповеднике «Ферапонтов монастырь», музее В. И. Чапаева (Балаково), доме-музее А. М. Герасимова (г. Мичуринск), историко-краеведческом музее г. Северодвинска, картинных галереях Петрозаводска, Брянска, Серпухова, Комсомольска-на-Амуре, Кокчетава, Тарусы, Свердловска, Ульяновска, в собраниях Министерства культуры России, международной художественной галерее «Никор», в Национальном музее в Берлине, художественной галерее в Дамаске, музее Феногенского Исторического общества (Портленд Орегон США), собрании Яноша Кадора в Венгрии, коллекции генерального секретаря Коммунистической партии США Гесса Холла, частных собраниях и галереях в Японии, Греции, Англии, Германии.
Семья: жена Астальцева Капитолина Петровна. Систематизацией творчества В. В. Астальцева занимается его дочь, Ирина Викторовна Астальцева (Соловьёва), искусствовед, член АИС (Международной Ассоциации искусствоведов).

## Выставки
Астальцев Виктор Владимирович  - участник отечественных (с 1957 г.) и международных (с 1984г.) выставок:
- Всесоюзная выставка, посвященная фестивалю молодежи и студентов (1957)
- Зональные выставки «В едином строю» (1964, 1967, 1969, 1971)
- Выставка к XXIII съезду КПСС (1966)
- Выставка «Защитникам Москвы посвящается» (1966)
- Всесоюзная выставка «Памятники древнерусской архитектуры» (1967)
- Выставка художников-ветеранов Великой Отечественной войны (1967, 1970)
- Всесоюзная выставка театра и кино (1968)
- Всесоюзная выставка «50 лет Советской Армии» (1968)
- Республиканская выставка «Советская Россия» (1970, 1975)
- Зональные выставки «Подмосковье» (1980, 1984, 1990)
- Всесоюзная выставка, посвященная XXVI съезду КПСС (1981)
- Республиканская выставка «Памятники Отечества» (1987).

Персональные выставки художника проходили в городах Москва (1963, 1968—70, 1979, 1980, 1983, 1985), Ульяновск (1969), Северодвинск (1973), Видное (1985), п. Горки Ленинские (1984) и др.

## Основные работы
- Циклы живописных пейзажей Подмосковья («Февральское солнце. Кунцево» 1958 г., «Родные просторы» 1974 г., «Подмосковные берёзки» 1979 г., «Подмосковное озеро» 1983 г., «Перед грозой» 1983 г.); Южного Урала («Сосна». Южный Урал" 1974 г., «Ели. Южный Урал» 1966 г., «Скалы. Южный Урал» 1977 г.).
- Циклы живописных и графических архитектурных пейзажей «Древние памятники русской архитектуры», посвящённых архитектурным памятникам Московского Кремля («Кремль. Солнечный день» 1970 г., «Московский кремль. Весна» 1967 г.); Красной площади (Красная площадь" 1967 г., «Собор Василия Блаженного» 1969 г.); Москвы («Ул. Петровка» 1962 г., «Храм на ул. Жданова» 1958 г., «Старый Московский Дворик» 1956 г.); музея-заповедника Коломенское («Древнее Коломенское. Дубы»,1967, «Храм Вознесения в Коломенском» 1965 г., «Церковь в Дьякове» 1965 г. «Старое село Коломенское» 1968 г., Казанская церковь с. Коломенское 1975 г.); Звенигорода («Звенигород» 1963 г.); Переславля-Залесского («Данилов монастырь в Переславле» 1963 г.); Суздаля («Суздаль, храм над рекой» 1980 г., «Рябина» 1980 г., «Врата монастыря» 1980 г.); музея-заповедника Ферапонтово («Ферапонтов монастырь» 1981 г., «Осень. Вологодский край» 1981 г.); музея-заповедника «Малые Карелы» («Архитектурный заповедник Малые Карелы» 1982 г., «Часовня, Малые Корелы» 1982"); музея-заповедника «Горки ленинские» («Беседка в старом парке» 1984 г., «Усадьба Горки, заросший пруд» 1984 г.).
- Циклы архитектурно-исторических пейзажей по Сибири («Село Шушенское — место царских ссылок» 1970 г., «Старый Симбирск» 1969 г.).
- Цикл исторических картин («Русь в огне» 1981 г., «Пожар Москвы 1812 года» 1967 г., «Древний Новгород. Набат» 1966 г., «У Иверских ворот» 1967 г., «Октябрьские дни 1917 года» 1967 г., «Северная Русь» 1968 г., «Восстание Болотникова»" 1965 г., «Древняя Русь» 1982 г., «Русь заповедная» 1984 г.).
- Цикл театральных декораций к спектаклям («Никита Вершинин», «Бронепоезд 14-69», «Золотой Петушок» и др.).
- Цикл исторических картин и портретов («Памяти отца» 1975 г., «Над могилой отца. Урал» 1977 г., «Чапаев» 1980 г.)[3].

## Награды и звания
Орден Отечественной войны
Медаль «За победу над Японией»
Заслуженный художник РСФСР (1989).